# Dálnice míru
Dálnice míru (srbsky Autoput mira, albánsky Autostrade e Paqes) je budovaná dálnice (evr. označení E80), která povede z Prištiny v Kosovu do Niše v centrálním Srbsku. 

## Trasa
Dálnice bude začínat na 50. km dálnice A1 a dále povede na jihozápad údolím řeky Toplica přes města Prokuplje a Kuršumlija k přechodu s Kosovem v Merdare. Na území Kosova zajistí dopravní obslužnost měst Podujevo a Prištiny. Do Prištiny bude ústit u obce Donja Brnjica, kde se napojí na místní dálniční uzel a dálnici R7. 

## Ekonomický význam
Dálnice by měla usnadnit ekonomický rozvoj jižního Srbska (především okolí města Kuršumlija a údolí řeky Toplica. 

## Financování
Výstavbu dálnice realizuje Evropská unie, EBRD a WBIF.